# (67724) 2000 UP16
2000 يو بي 16 (ويعرف أيضًا باسم (67724) 2000 يو بي 16 وفق تسمية الكوكب الصغير) (بالإنجليزية: 2000 UP16)‏ هو كويكب ضمن حزام الكويكبات؛ وترتيبه 67724 من حيث الاكتشاف.
اكتُشف هذا الجُرم الفلكي بواسطة Charles W. Juels ‏ في 29 أكتوبر 2000.

## وصلات خارجية
- (67724) 2000 UP16 في قاعدة بيانات مختبر الدفع النفاث لأجرام النظام الشمسي الصغيرة

- الاكتشاف · مخطط المدار ·  العناصر المدارية · المعلمات المادية

- (67724) 2000 UP16 على موقع ويكي سكاي: DSS2, SDSS, GALEX, IRAS, Hydrogen α, X-Ray, Astrophoto, Sky Map, Articles and images